# Mem Guedaz Guedeão
Mem Guedaz Guedeão (1040 - 1103) foi um nobre Rico-homem do Condado Portucalense e como o irmão, Oer Guedaz Guedeão, detentor de vastas propriedades em Chaves.

## Relações familiares
Foi filho de Gueda Guedeão, casou com Sancha Mendes Calvo, filha de Mendo Moniz de Riba Douro, de quem teve:
1. D. Gomes Mendes Guedeão (1070 - 1170), personagem da história de Portugal que deu continuidade à família, e Gueda Mendes, casou com Chamôa Gomes Mendes de Sousa, (1085 -?), filha de Mem Viegas de Sousa, 8º Senhor da Casa de Sousa.
2. Gueda Mendes Guedeão